# Phyteuma obornyanum
Phyteuma obornyanum là loài thực vật có hoa trong họ Hoa chuông. Loài này được Hayek miêu tả khoa học đầu tiên năm 1912.